# Ждановское
Жда́новское — деревня в Раменском муниципальном районе Московской области. Входит в состав сельского поселения Константиновское. Население — 35 чел. (2010).

## Название
В XVI веке упоминается как деревня Жданское, впоследствии с середины XX века — Ждановское. Название связано с некалендарным личным именем Ждан.

## География
Деревня Ждановское расположена в западной части Раменского района, примерно в 18 км к юго-западу от города Раменское. Высота над уровнем моря 149 м. Рядом с деревней протекает река Жданка. Ближайший населённый пункт — деревня Галушино.

## История
В 1926 году деревня являлась центром Жданского сельсовета Рождественской волости Бронницкого уезда Московской губернии.
С 1929 года — населённый пункт в составе Бронницкого района Коломенского округа Московской области. 3 июня 1959 года Бронницкий район был упразднён, деревня передана в Люберецкий район. С 1960 года в составе Раменского района.
До муниципальной реформы 2006 года деревня входила в состав Константиновского сельского округа Раменского района.

## Население
| 1926 | 2002 | 2010 |
| ---- | ---- | ---- |
| 379  | ↘55  | ↘35  |

В 1926 году в деревне проживало 379 человек (149 мужчин, 230 женщин), насчитывалось 77 хозяйств, из которых 71 было крестьянское. По переписи 2002 года — 55 человек (34 мужчины, 21 женщина).